# Nouvelle Majorité
La Nouvelle Majorité (en espagnol : Nueva Mayoría) est une ancienne coalition de partis politiques chiliens du centre et de la gauche. 
Née à l'occasion des élections de 2013, la Nouvelle Majorité prend la suite de la Concertation des partis pour la démocratie.
Elle est dissoute le 11 mars 2018.

## Partis membres
| Parti                                    | Idéologie                            | Coalition précédente |
| ---------------------------------------- | ------------------------------------ | -------------------- |
| Parti socialiste                         | Social-démocratie                    | «Concertación»       |
| Parti démocrate-chrétien (jusqu'en 2017) | Démocratie chrétienne                | «Concertación»       |
| Parti pour la démocratie                 | Social-démocratie Social-libéralisme | «Por un Chile justo» |
| Parti radical social-démocrate           | Social-démocratie Social-libéralisme | «Por un Chile justo» |
| Izquierda Ciudadana (jusqu'en 2017)      | Socialisme démocratique              | «Por un Chile justo» |
| Parti communiste                         | Communisme                           | «Por un Chile justo» |
| MAS Región (jusqu'en 2017)               | Socialisme                           | «Mas Humanos»        |

## Résultats électoraux

### Élections présidentielles
| Élection | Candidat           | 1er tour  | 1er tour | 2e tour   | 2e tour | Résultats |
| Élection | Candidat           | Voix      | %        | Voix      | %       | Résultats |
| -------- | ------------------ | --------- | -------- | --------- | ------- | --------- |
| 2013     | Michelle Bachelet  | 3 075 839 | 46,70    | 3 470 055 | 62,17   | Élue      |
| 2017     | Alejandro Guillier | 1 496 560 | 22,70    | 3 160 225 | 45,43   | 2e        |

### Élections parlementaires
| Élections | Députés   | Députés | Députés  | Sénateurs | Sénateurs | Sénateurs |
| Élections | Voix      | %       | Sièges   | Voix      | %         | Sièges    |
| --------- | --------- | ------- | -------- | --------- | --------- | --------- |
| 2013      | 2 967 896 | 47,71   | 67 / 120 | 2 282 754 | 50,63     | 21 / 38   |
| 2017      | 2 083 057 | 34,74   | 57 / 155 | 618 847   | 37,14     | 21 / 43   |

### Élections des conseils régionaux
| Élection | Voix      | %     | Sièges    |
| -------- | --------- | ----- | --------- |
| 2013     | 2 727 546 | 46,70 | 158 / 278 |
| 2017     | 1 977 766 | 34,02 | 117 / 278 |

### Élections municipales
| Élections | Maires    | Maires | Maires    | Conseillers | Conseillers | Conseillers |
| Élections | Voix      | %      | Sièges    | Voix        | %           | Sièges      |
| --------- | --------- | ------ | --------- | ----------- | ----------- | ----------- |
| 2016      | 1 761 062 | 37,05  | 141 / 345 | 2 140 733   | 47,10       | 1208 / 2240 |